# Philippe Liébert
Pour les articles homonymes, voir Liébert.

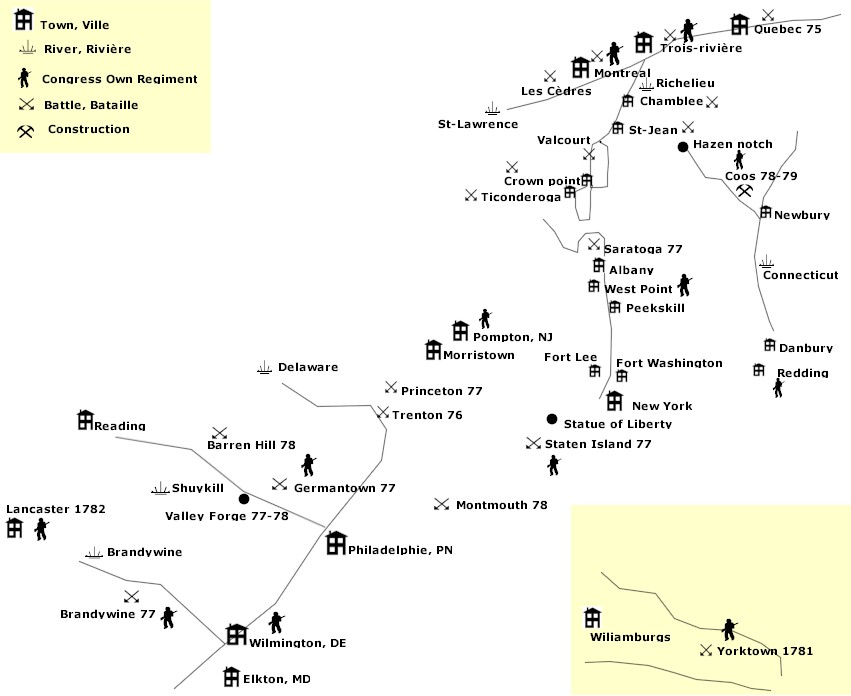
Déplacement de son régiment.

Philippe Liébert (9 août 1733 – 23 septembre 1804) était un Québécois qui s'est battu du côté des Américains pendant la Révolution américaine. Il a servi dans le 2e régiment canadien de Moses Hazen dans l'armée continentale américaine. 
Philippe Liébert est né à Nemours en France dans la province l'Île-de-France. Il était un soldat de Montcalm dans le régiment de Berry.
En 1777, il était au Québec depuis 1755 et quand il s'est joint à Clément Gosselin.

## Sculpteur et peintre
Avant et après la guerre, Philippe Liébert était un sculpteur et un peintre. Il réalisera les décorations de plusieurs églises du Québec entre 1785 et 1804 dont l'église de l'Assomption.  Il est plus connu comme sculpteur que comme soldat, pourtant il était le capitaine d'un régiment comme Clément Gosselin. 
Une rue et un parc de l'est de Montréal près du métro Honoré-Beaugrand sont nommés en son honneur (en tant que sculpteur religieux),. Il fut en effet le décorateur de l'église de la Visitation de la Bienheureuse-Vierge-Marie dans le Sault-au-Récollet et de l'église Saint-Michel à Vaudreuil-Dorion.

## Collections publiques
Retable, 1777, Musée des Hospitalières de l'Hôtel-Dieu de Montréal
Autel, 1794, Musée des maîtres et artisans du Québec
Fragments du tabernacle de l'autel de la Vierge de Saint-Martin de Laval, 1798, Musée national des beaux-arts du Québec
Porte du tabernacle du maître-autel de l'église Sainte-Rose-de-Lima de Laval, 1798, Musée national des beaux-arts du Québec
Maître-autel de l'ancien Hôpital général de Montréal, entre 1785 et 1788, Musée national des beaux-arts du Québec
Autel du Sacré-Cœur de l'Hôpital général des Sœurs Grises de Montréal, 1790, Musée des beaux-arts de Montréal
Tombeau d'autel, Musée d'art de Joliette (1984.111)
Portrait de M. Louis Normant du Faradon, p.s.s., 1763 (attribution à Philippe Liébert), Univers Saint-Sulpice

## Sources et références
1. ↑  (en) MacRae, Marion, 1921- et Toles, Page., Hallowed walls : church architecture of Upper Canada, Clarke, Irwin, 1975 (OCLC 2098548, lire en ligne)
2. ↑  Mario Béland, « Un maître-autel de Philippe Liébert », Cap-aux-Diamants,‎ automne 2000, p. 63
3. ↑  Daniel Drouin, Art ancien du Québec : guide de collection, Québec, Musée national des beaux-arts du Québec, 2018, 166 p. (ISBN 978-2-551-26346-2), p. 40-31
4. ↑  (en) A soldier and a talented sulptor
5. ↑  (en) Philippe Liébert also a famous sculptor
6. ↑  Claire-P. Gagnon, « Le sculpteur Philippe Liébert », La Patrie,‎ 21 avril 1957, p. 29
7. ↑  « Porte du tabernacle du maître-autel de l'église Sainte-Rose-de-Lima, de Laval, ornée d'une représentation de la Dernière Cène | Collection MNBAQ », sur collections.mnbaq.org (consulté le 5 mai 2020)
8. ↑  « Maître-autel de l'ancien Hôpital général de Montréal | Collection MNBAQ », sur collections.mnbaq.org (consulté le 5 mai 2020)
9. ↑  Jacques Des Rochers, « Un joyau du patrimoine montréalais », M. La revue du Musée des beaux-arts de Montréal,‎ 2009, p. 14